# Яли (мифология)

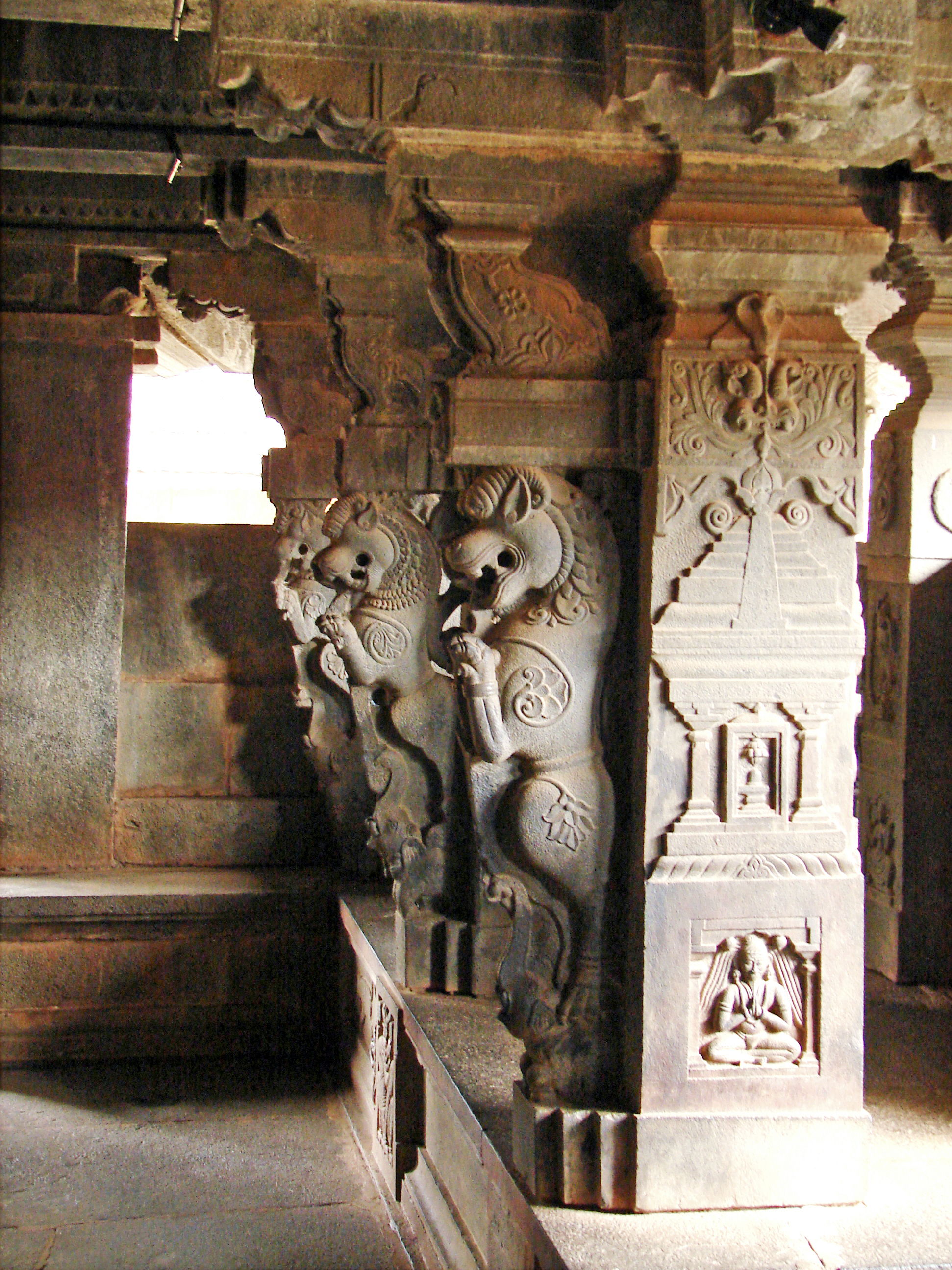
Столбы, украшенные скульптурами яли, храм Рамешвара, Келади, округ Шивамогга, штат Карнатака, Индия

Яли (там. யாளி), также называемые Вьяла («злобный») или Видала на санскрите — индуистское мифическое существо, представленное во многих южноиндийских храмах, часто в виде изваяний на колоннах. Его изображают с головой и телом льва, хоботом и бивнями слона, а иногда и с лошадиными чертами. Также существуют вариации этого существа с придатками других зверей. Яли считается символическим представлением борьбы человека со стихийными силами природы. Иногда его описывают как леогрифа (наполовину льва и наполовину грифона) с некоторыми птичьими чертами.
Описания яли и упоминания о них древние, но они стали распространены в скульптурах южной Индии только в XVI веке. Яли описывались как более сильные, чем лев, тигр или даже слон.

## Иконография и изображения
По своей иконографии и изображению яли имеет кошачье грациозное тело, с головой льва и бивнями слона, а также хвостом змеи. Иногда их изображали стоящими на спине макары, другого индуистского мифического существа. Яли считаются ваханой бога Будхи (планета Меркурий). Некоторые изображения выглядят как трёхмерное изображение яли. На входных стенах храмов часто встречаются изображения яли, а грациозный мифический лев, как полагают, защищает и охраняет храмы и пути, ведущие к храму. У них обычно стилизованное тело льва и голова какого-либо другого зверя, чаще всего слона (гаджа-вьяла). Другими распространенными головами у яли являются: голова льва (симха-вьяла), голова лошади (ашва-вьяла), голова человека (нир-вьяла) и голова собаки (швана-вьяла).

## Упоминания в литературе
Описания яли представлены в древней тамильской литературе, восходящей к эпохе Сангама.
இனம் தலைத்தரூஉம் கிளர் முன்பின், வரி ஆர்க்கும் ஆர்க்கும், வாய் புகு கடாஅத்துப், பொறி பொலிந்த வயக் களிற்று ஒருத்தல் இரும் தடக் தடக், ஏமுறத் தழுவ,
Аганануру, 78, 1–5
«Где великолепный сильный слон-самец с пятнистым лбом и пчелами, проникающими в его рот, который защищает свое стадо от опасности, боится яли и обнимает свою беременную, дрожащую самку своим темным, большим, грубым хоботом, чтобы защитить её.»
ஆளி நன் அணங்குடைக் குருளை மீளி மொய்ம்பின் மிகு வலி செருக்கி முலைக் விடாஅ மாத்திரை மாத்திரை, ஞெரேரென கோள் வேட்டம் களிறு அட்டாங்கு அட்டாங்கு அட்டாங்கு
Порунарарруппадай, 139–142
«Как свирепый детёныш прекрасного яли, которого всё ещё кормят грудью, на своей первой охоте в мгновений ока с большой силой убивающий слона.»

## Галерея

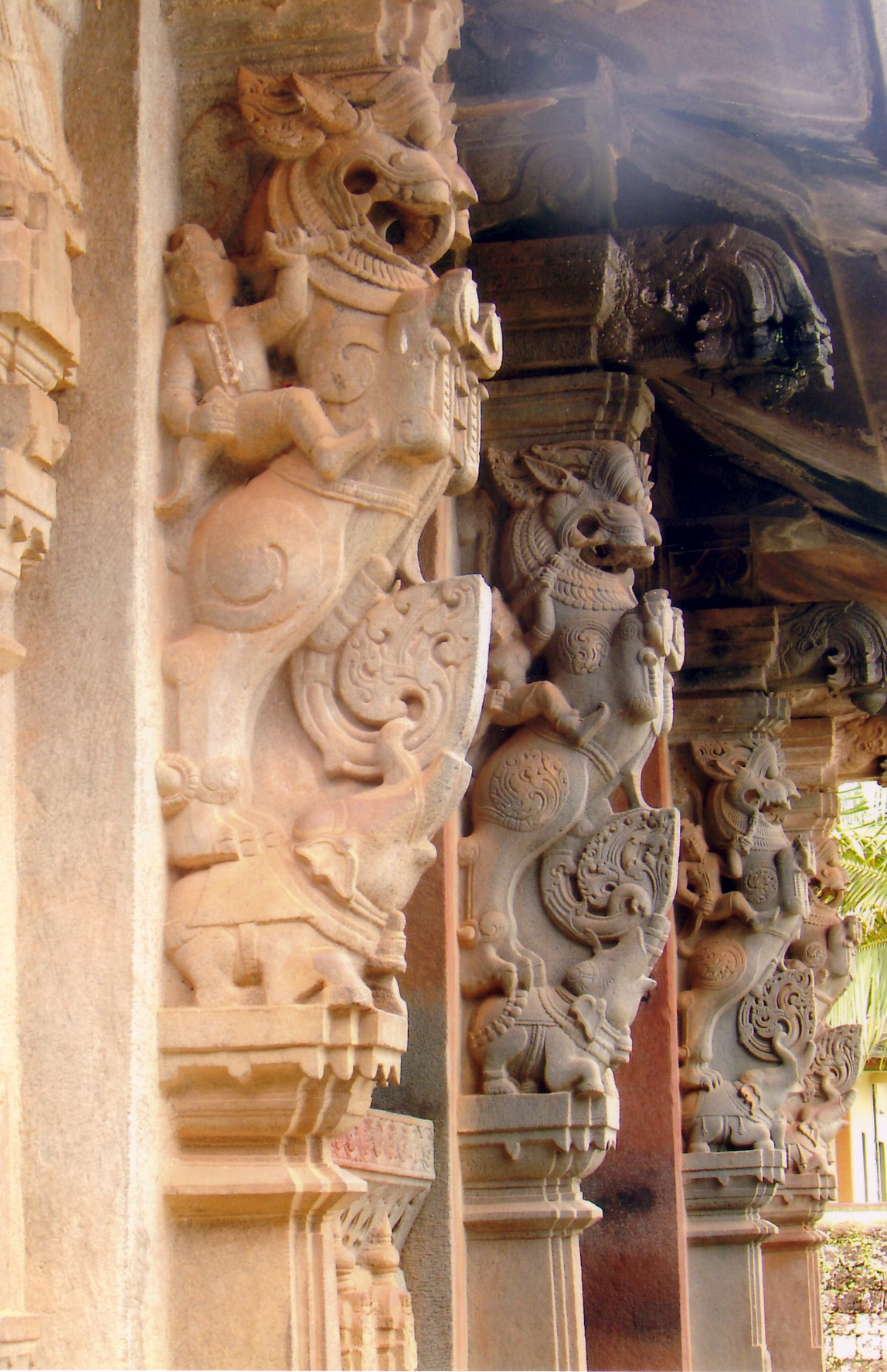
Яли в храме Агхоресвара, Иккери, район Шивамогга, штат Карнатака, Индия
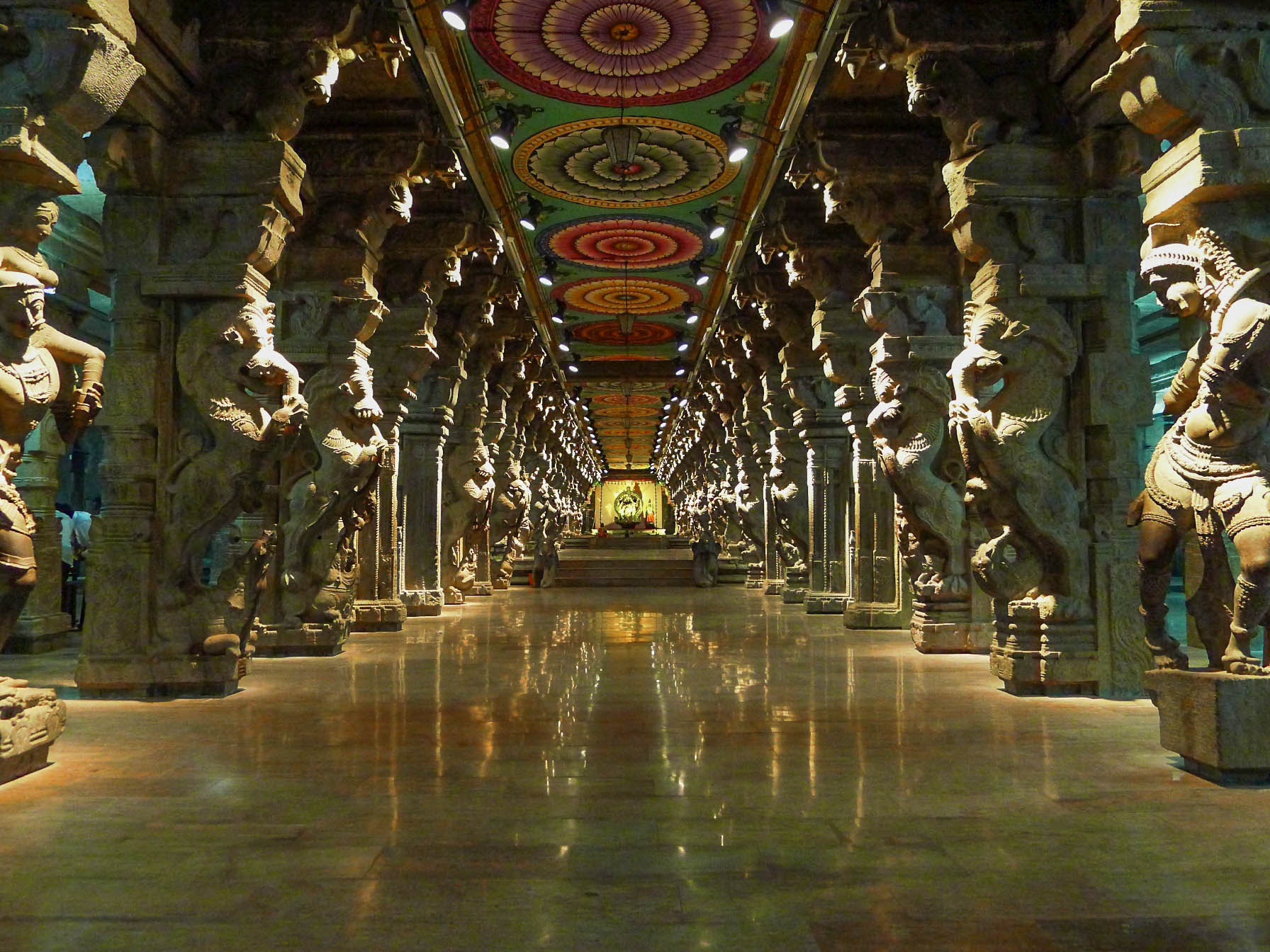
Яли в колоннах храма Мадурай Минакши в Аммане
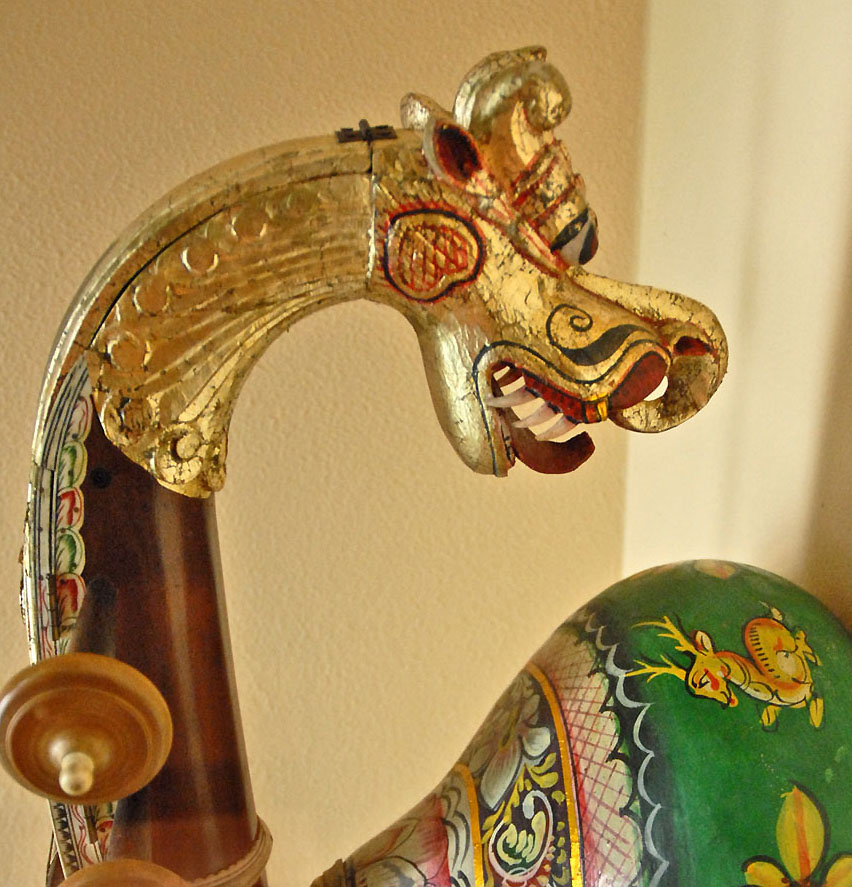
Резная яли как элемент украшения на рукоятке современной вины.
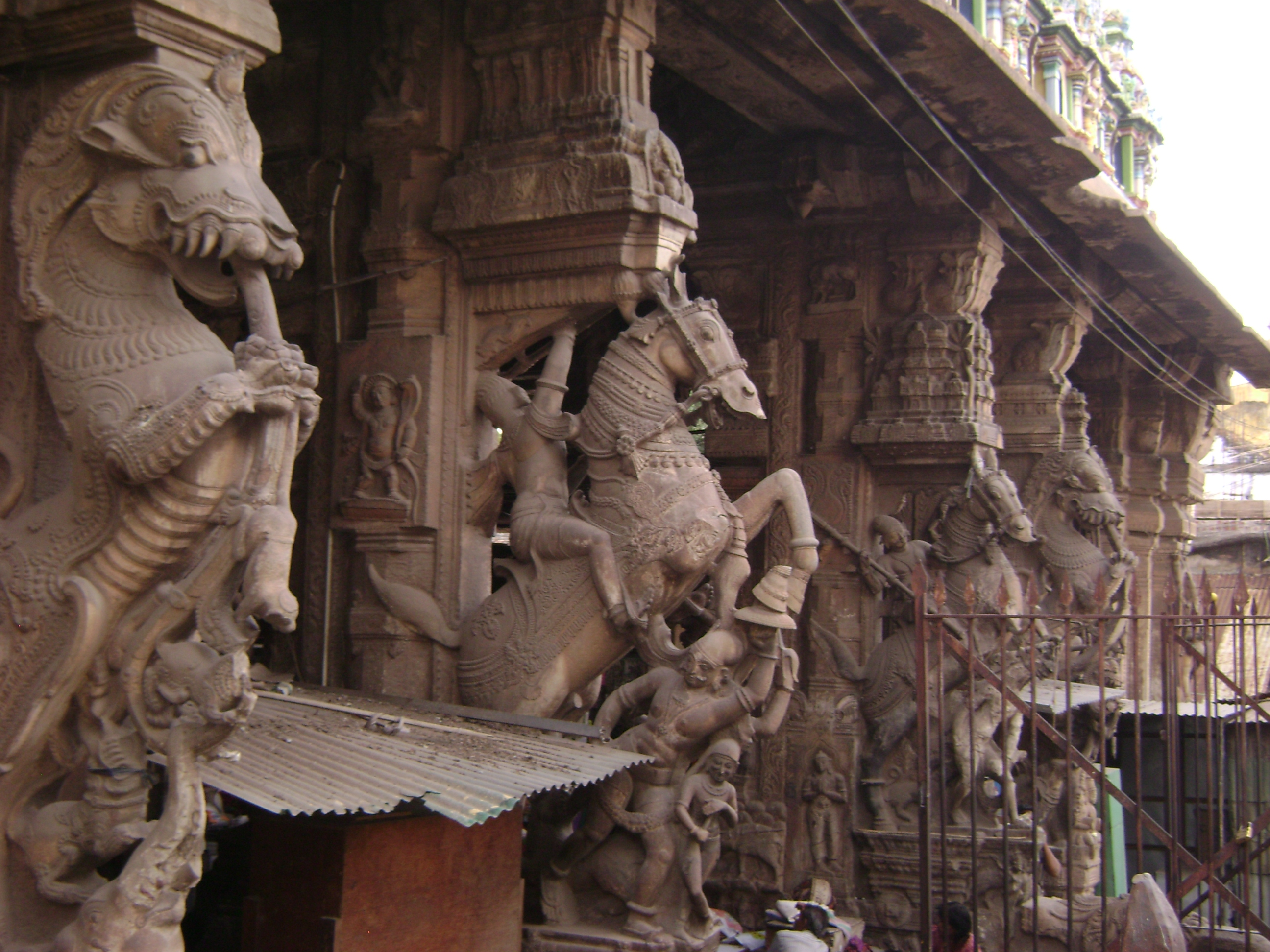
Яли в столбах Путу Мандапам, Мадурай, штат Тамилнад, Индия.
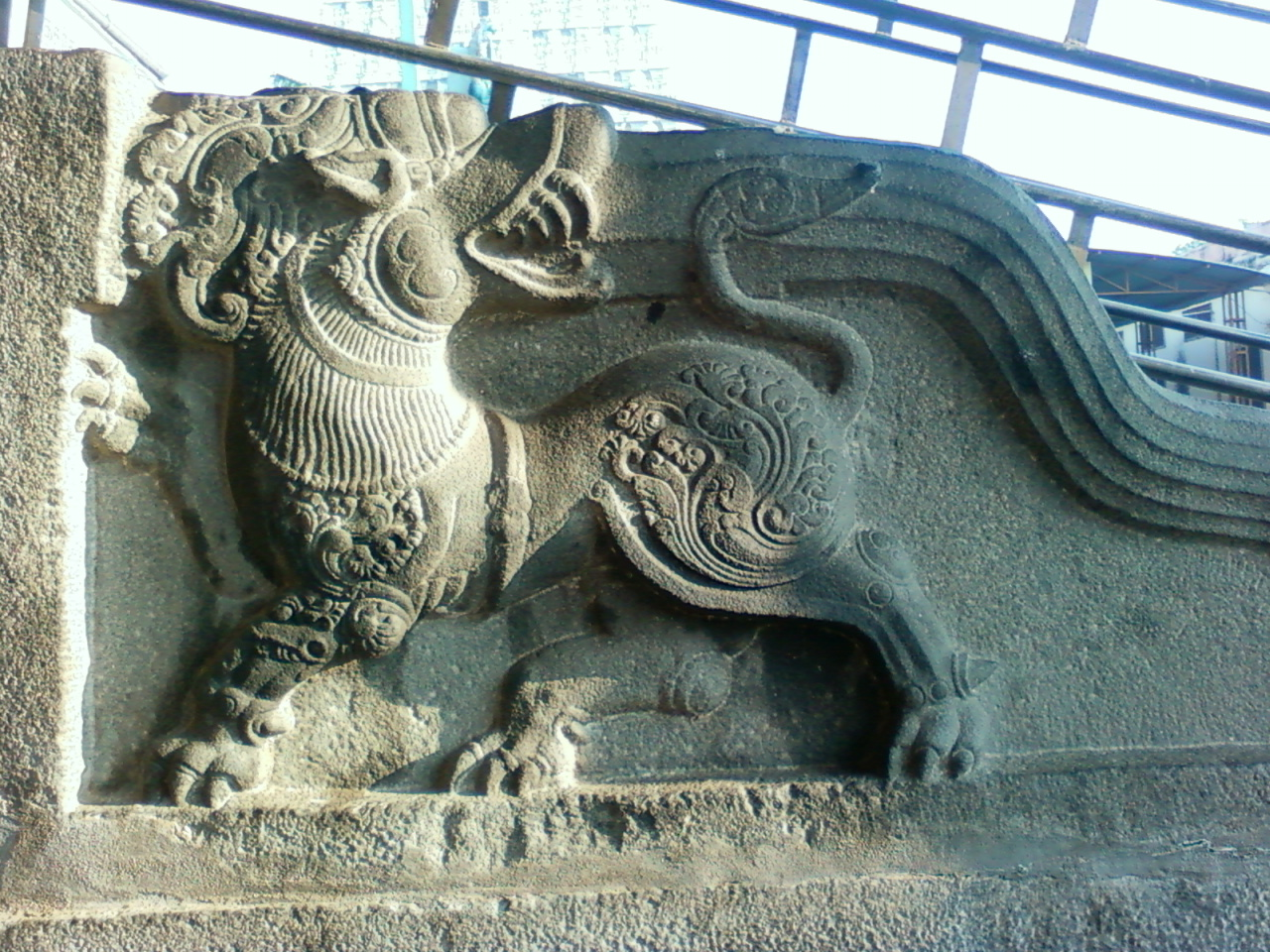
Яли в храме Тируваннамалай Аннамалайяр, Тируваннамалай, штат Тамилнад, Индия.
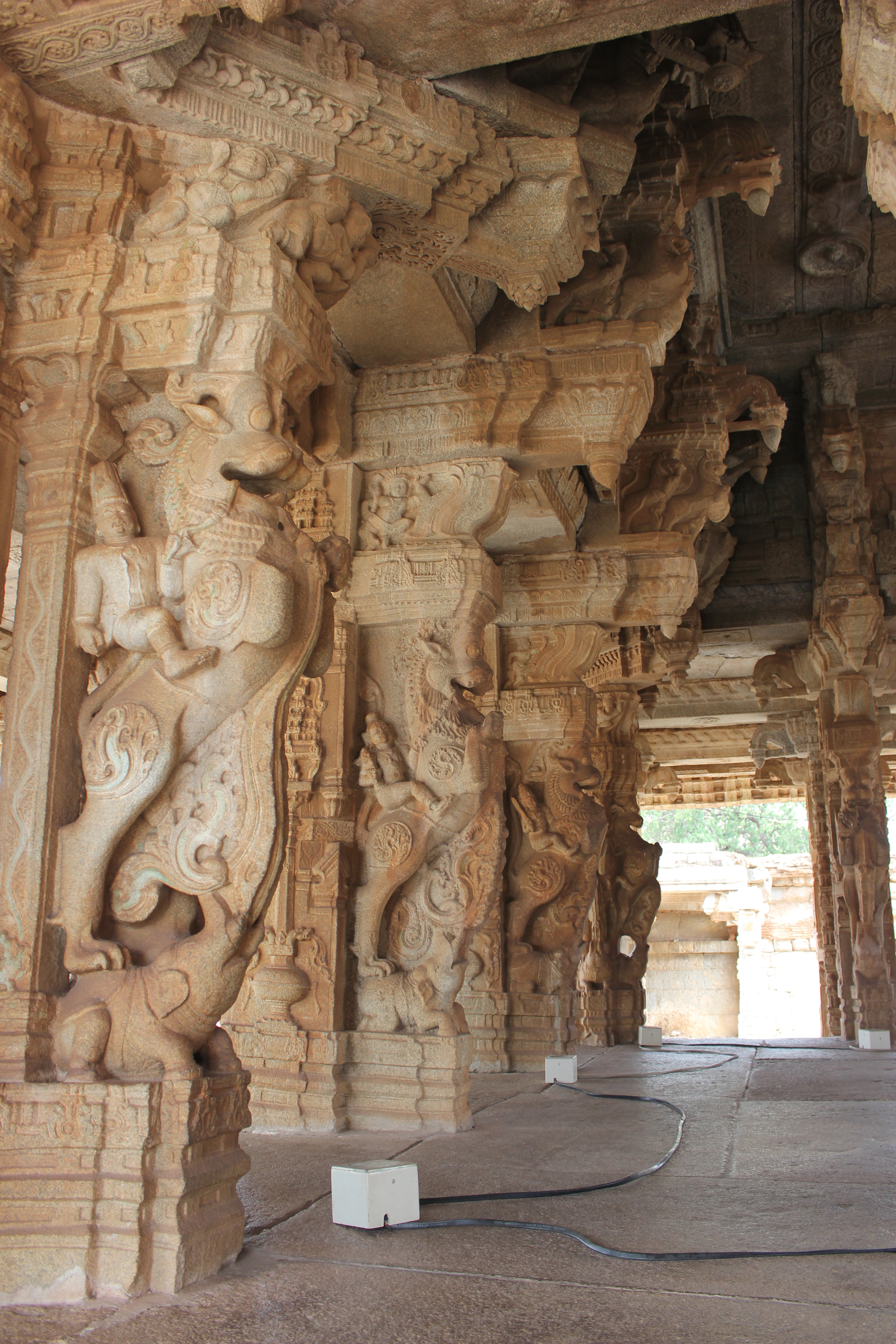
Столбы с Яли в храме Виттала в Хампи, штат Карнатака, Индия.
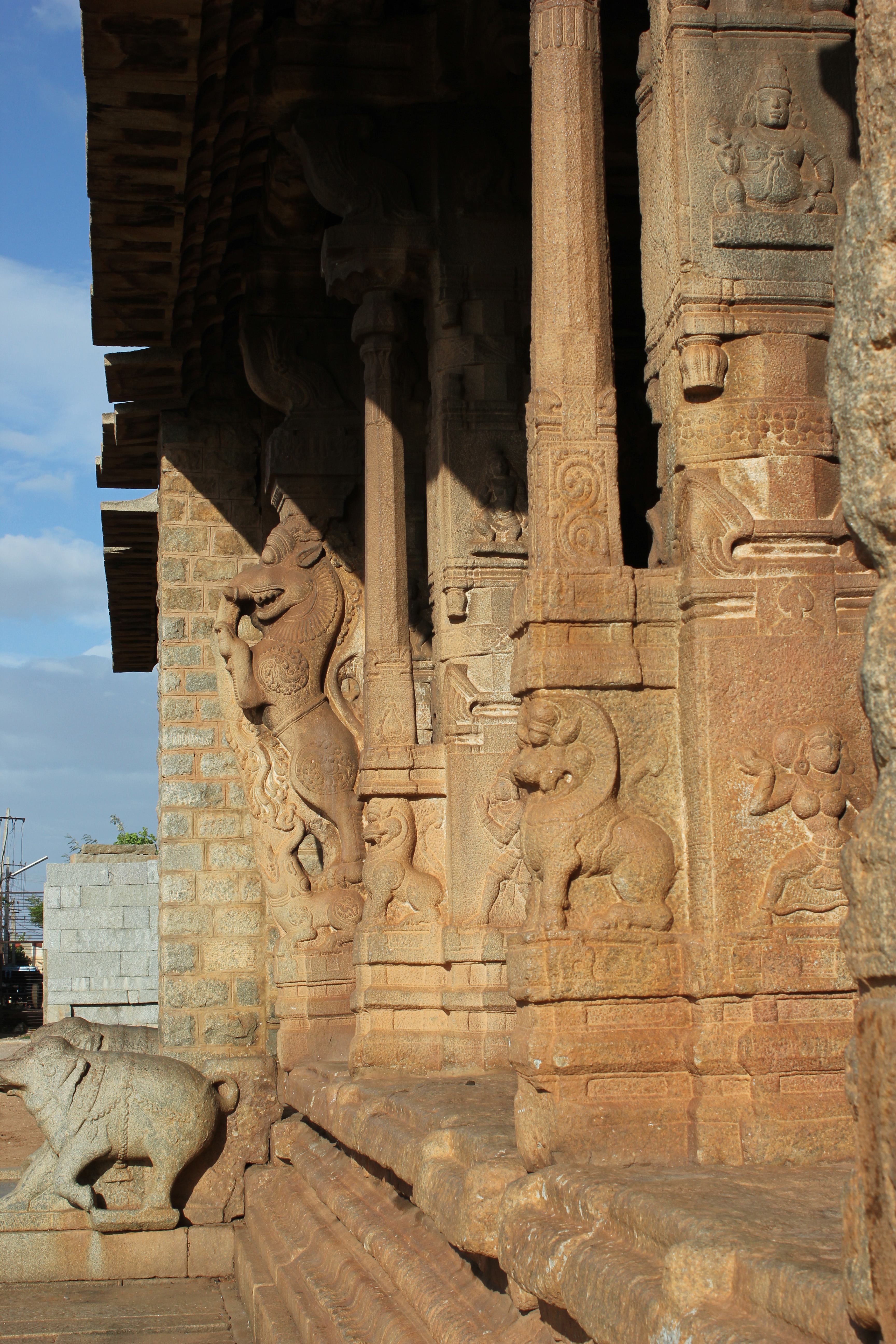
Столбы с Яли в храме Анантасаяна, Анантасаянагуди, штат Карнатака, Индия.
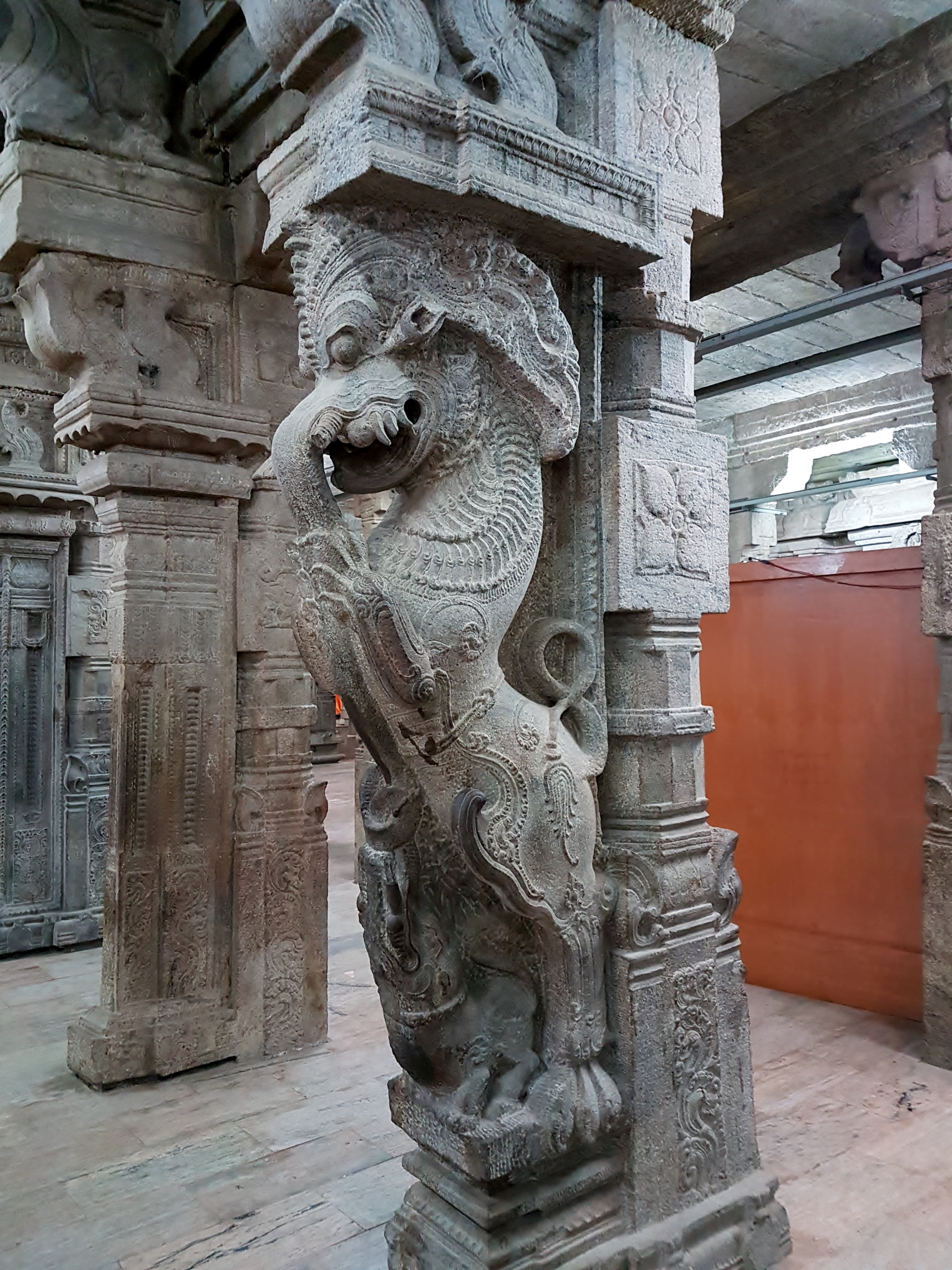
Резная колонна в Зале тысячи колонн XVI века, храм Минакши, Мадурай.
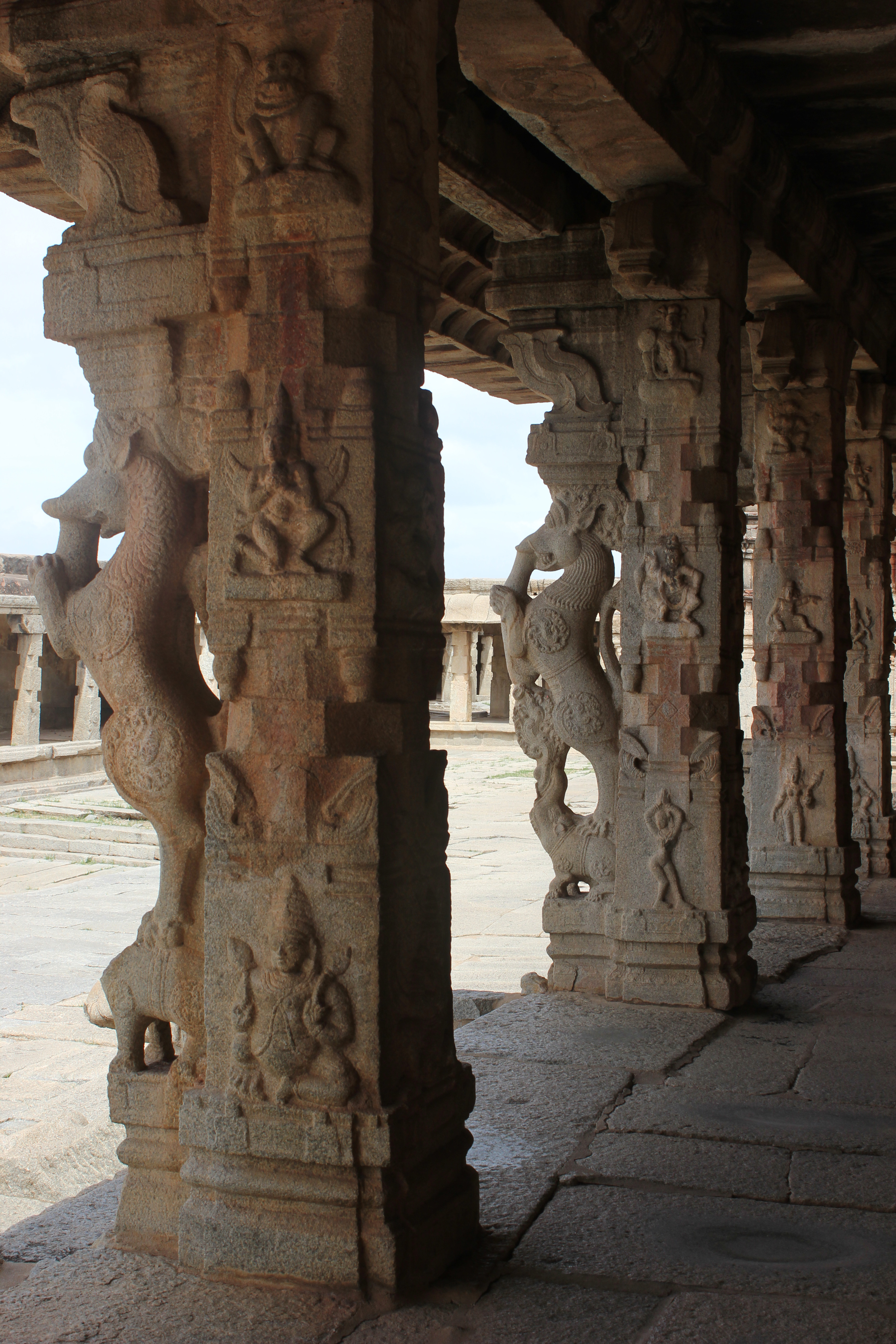
Столбы с Яли в храме Кришны в Хампи, штат Карнатака, Индия.
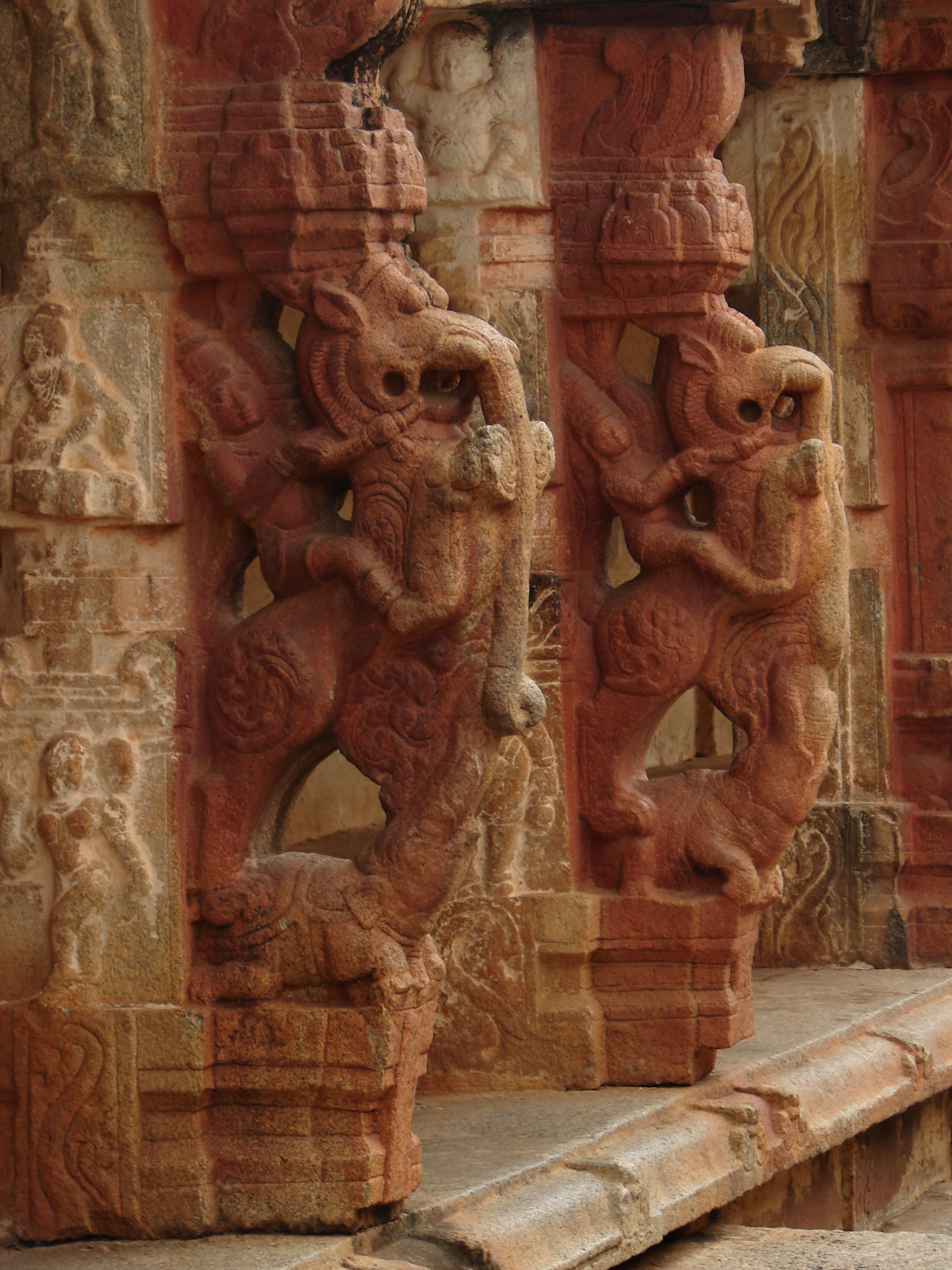
Столбы с Яли в храме Бхоганандишвара в районе Чикабаллапур, штат Карнатака, Индия.
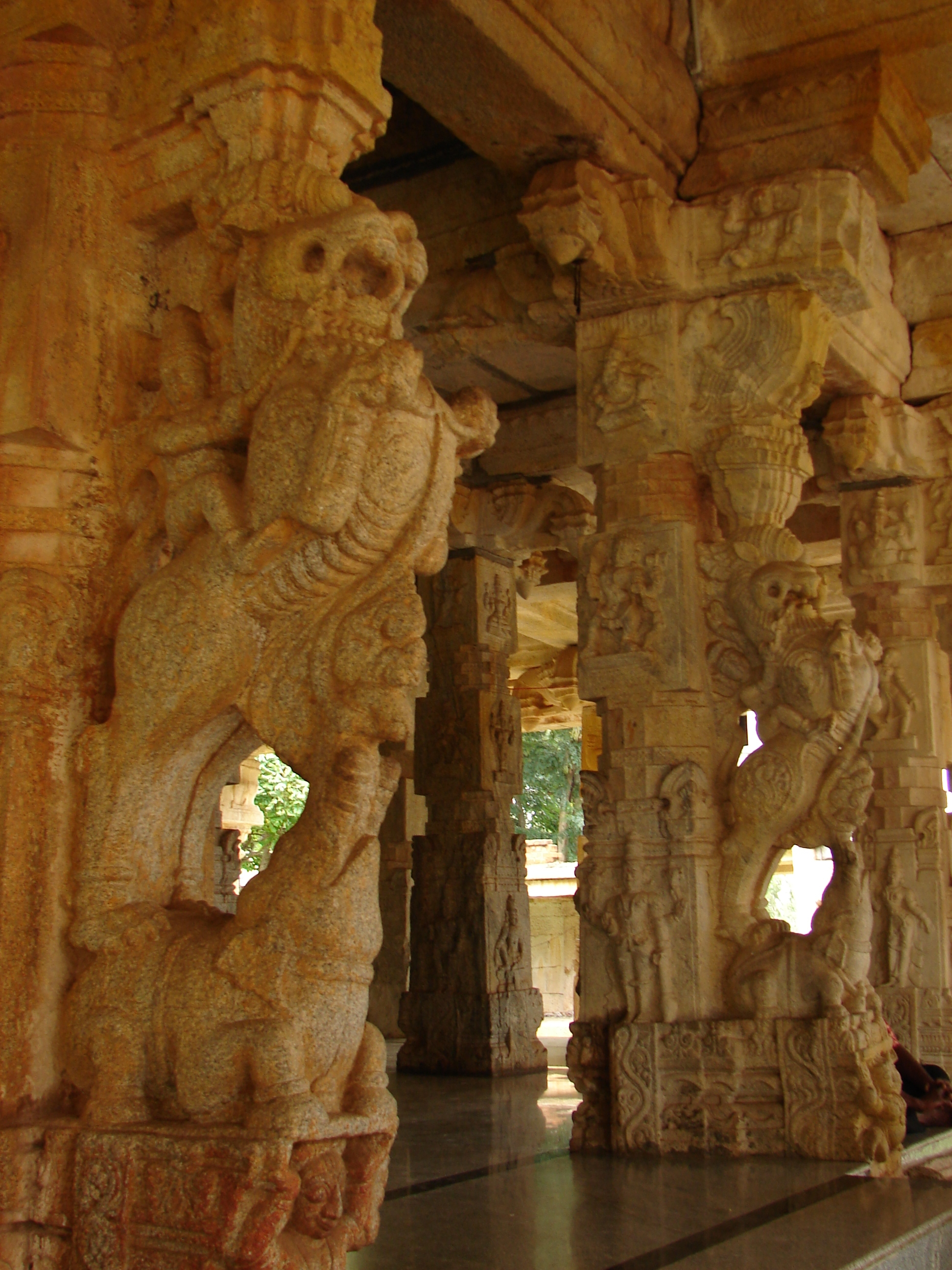
Столбы с Яли в храме Ранганатхи в районе Чиккабаллапур, штат Карнатака, Индия.
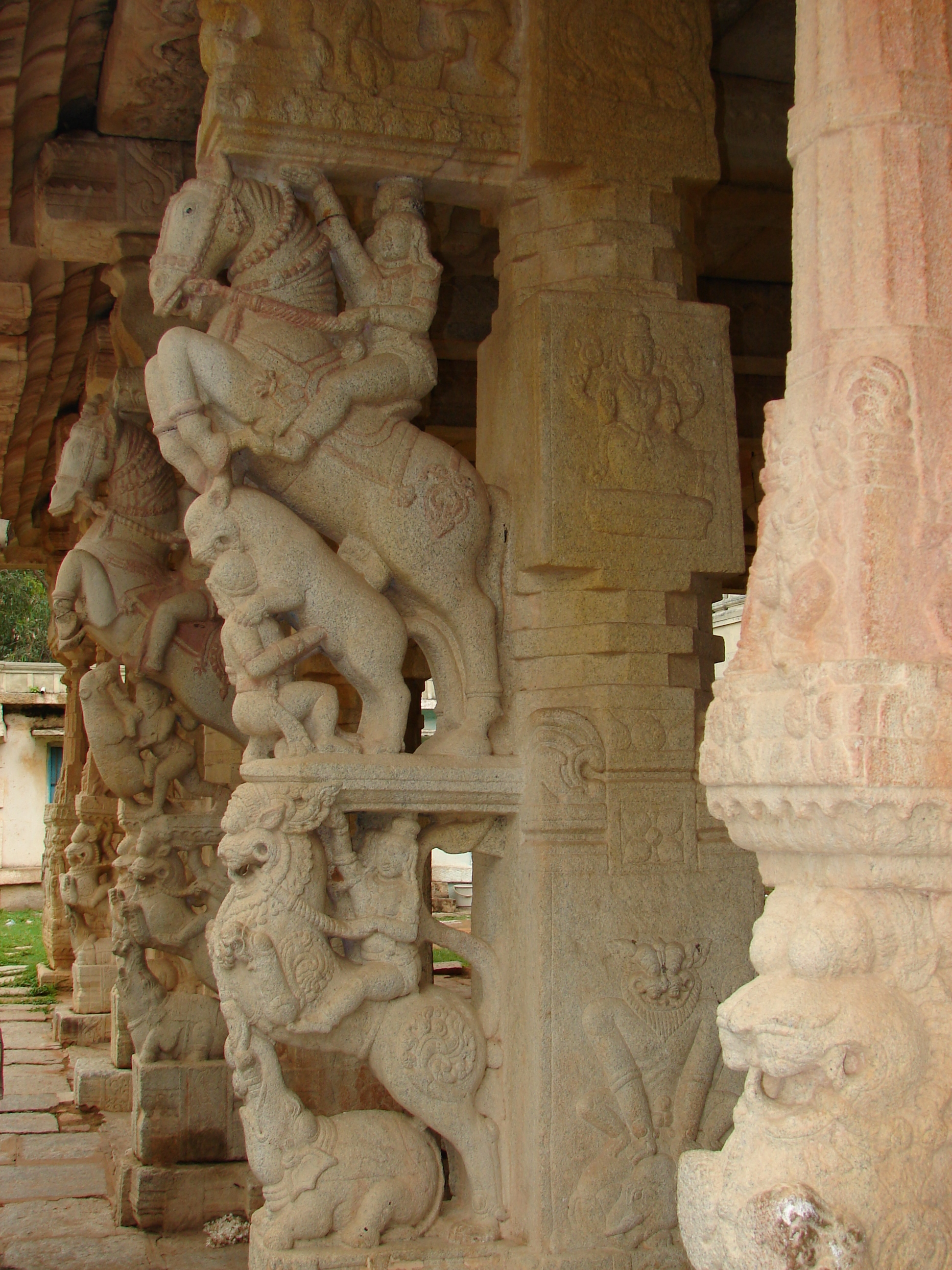
Столбы с Яли и Кудурегомбе («кукла-лошадь») в храме Ранганатхи, Рангастхала, район Чиккабаллапур, штат Карнатака, Индия.
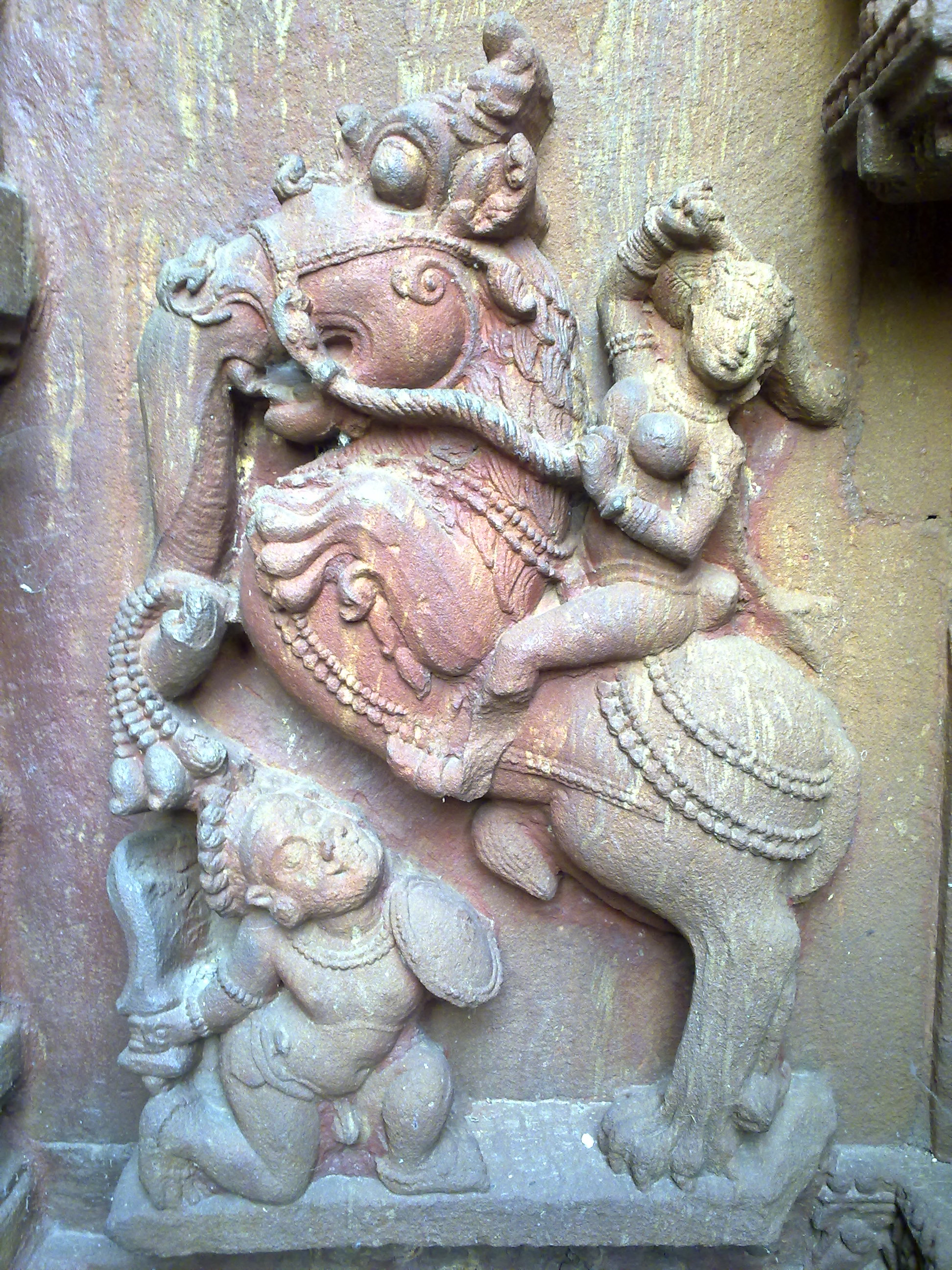
Яли и всадник, храм Муктешвара, Бхубанешвар, штат Одиша, Индия.
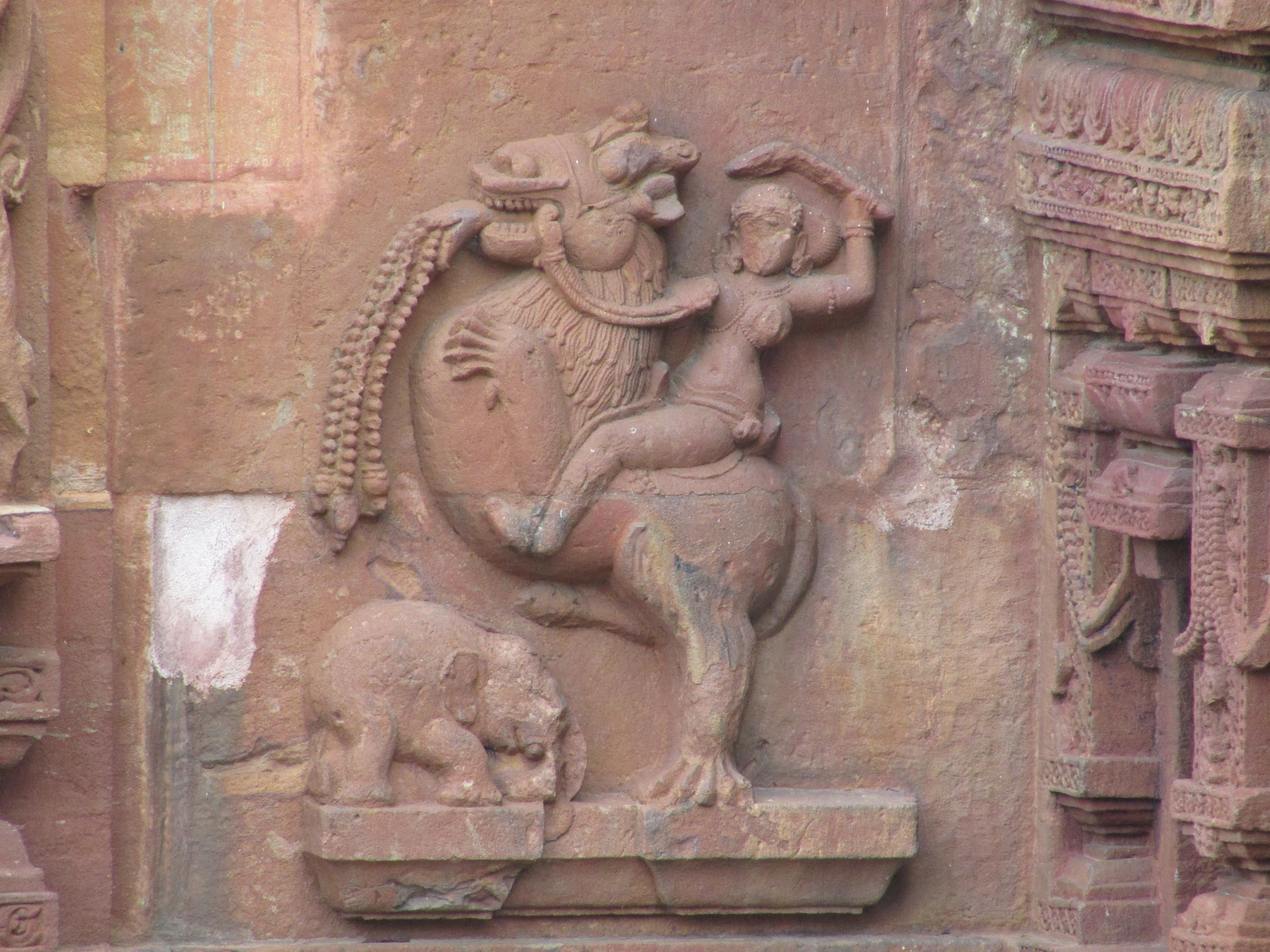
Яли и всадник, храм Муктешвара, Бхубанешвар, штат Одиша, Индия.
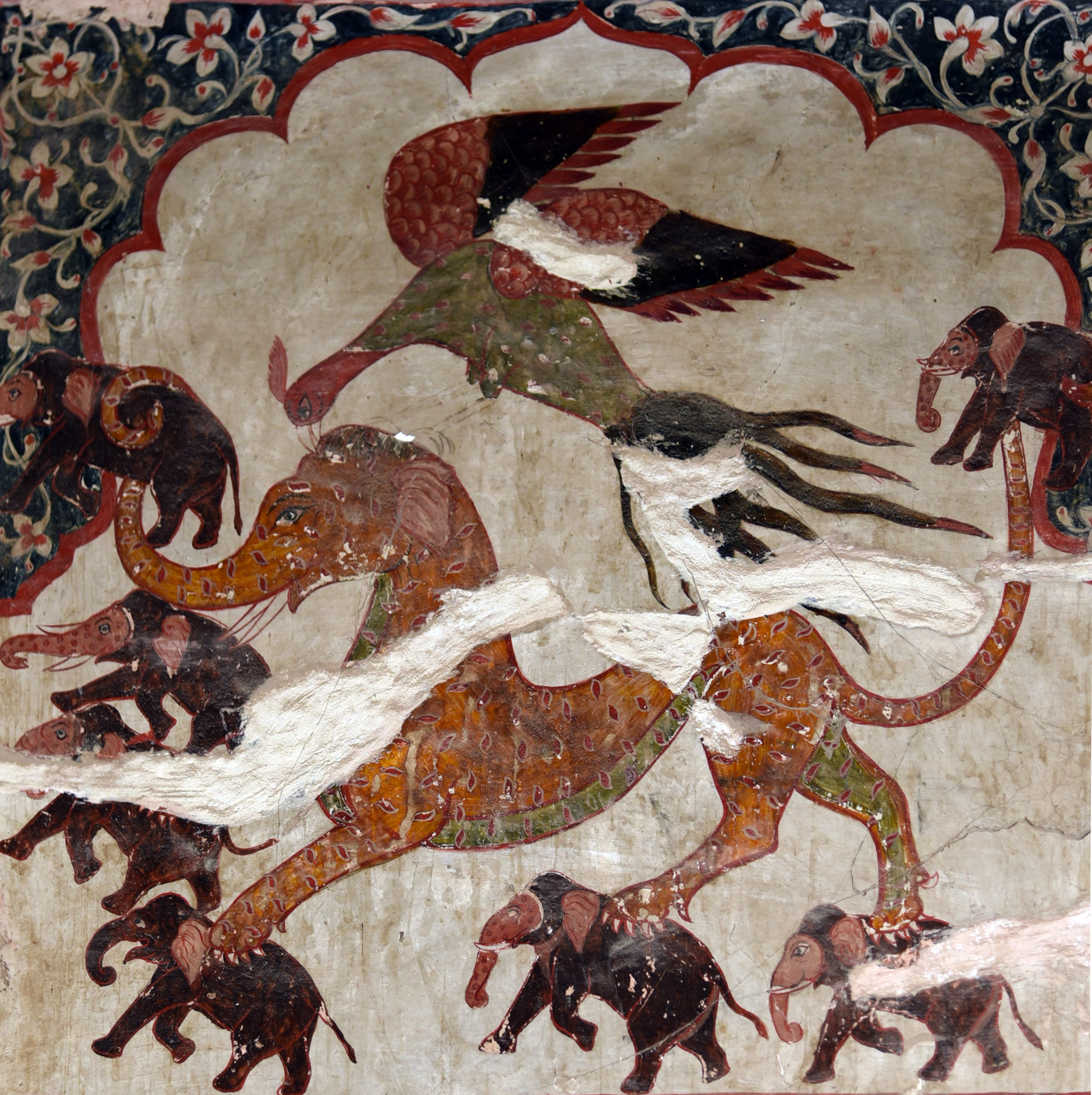
Изображение Яли в форте Орчха, Мадхья-Прадеш, Индия.